# Кејт Гренвил
Кетрин Елизабет Гренвил (енгл. Catherine Elizabeth Grenville; Сиднеј, Нови Јужни Велс, 1950) је аустралијска ауторка. Објавила је петнаест књига, укључујући белетристику, документарну литературу, биографију и књиге о процесу писања. Године 2001. освојила је  Женску награду за белетристику за The Idea of Perfection (Идеју савршенства),  а 2006. је освојила награду писаца Комонвелта за The Secret River (Тајну реку).  Тајна река је такође ушла у ужи избор за Награду Букер. 
Њени романи су објављени широм света и преведени су на многе језике. Три су адаптирана у игране филмове.  Тајну реку је за сцену прилагодио Ендру Бовел, а гостовала је Сиднејска позоришна компанија 2019. 

## Живот
Кејт Гренвил је рођена 1950. године, једно од троје деце чији су родитељи Кенет Гренвиле Ги, судија Окружног суда и адвокат; и Изобел Расел, фармацеут.  Образовала се у средњој школи за девојке Креморн, на Универзитету у Сиднеју (БА Хонс) и Универзитету Колорадо (МА). Након што је завршила основне студије на Универзитету у Сиднеју, Гренвил је радила у филмској индустрији, углавном монтирајући документарне филмове у Филму Аустралиа. Такође је била наставница креативног писања. Између 1976. и 1980. живела је у Лондону и Паризу и писала белетристику док се издржавала радећи монтажерку филмова, писање и секретарске послове. Године 1980. отишла је на Универзитет Колорадо у Боулдеру да би магистрирала креативно писање. У Аустралију се вратила 1983.  и постала подуредник на телевизији СБС у одељењу за титловање. Добила је књижевну стипендију 1986. и напустила СБС да би се бавила писањем.  Од раних 1990-их била је почасни сарадник Универзитета у Сиднеју. 
Године 2006. добила је докторат креативних уметности на Технолошком универзитету у Сиднеју  под надзором Гленде Адамс и Поле Хамилтон. Такође је награђена почасним доктором књижевности са Универзитета у Сиднеју,  Универзитета Новог Јужног Велса,  и Универзитета Меквери.  Године 2017. добила је награду за животно дело Савета Аустралије, а 2018. именована је за официра Ордена Аустралије. 
Гренвил је била удата за Роберта Штајнера и цртача Бруса Петија. Живи у Сиднеју са сином и ћерком. Њене слободне активности укључују учење да свира виолончело  и наступе у аматерском оркестру.

## Каријера
Кејт Гренвил је репутацију писца кратких прича стекла  објављивањем збирке Брадате даме 1984. године.  Питер Кери је приликом објављивања написао „Ево некога ко заиста може да пише“.
Lilian's Story (Лилијанина прича) је био њен први објављени роман (1985) и освојио је Аустралиан/Вогел књижевну награду. Заснован је на причи о Би Мајлс, познатој у Сиднеју по свом ексцентричном јавном понашању.  Постао је један од најомиљенијих аустралијских романа, а 1996. је снимљен филм са Ruth Cracknell и Тони Колет у главним улогама; Колет је освојила награду Аустралијског филмског института за споредну глумицу за своју улогу младе Лилиан.
Dreamhouse (Кућа из снова) је уследио 1986. и појавио се као филм Замке из 1994. године. Joan Makes History (Џоан ствара историју) – добитница аустралијске комисије за двестогодишњицу – објављена је 1988.
Године 1994. Гренвил се вратила ликовима и радњама Лилијанине приче са пратећим романом – Dark Places (Мрачна места) – који препричава догађаје из ранијег романа из угла Лилијаниног инцестуозног оца. Тамна места су 1995. освојила књижевну награду Викторијанске премијере. (У САД овај роман носи наслов Albion's Story (Албионова прича))
The Idea of Perfection (Идеја савршенства) појавила се 2000. године и освојила Женску награду за белетристику, у то време најбогатију британску књижевну награду.
Године 2006. објављена је The Secret River (Тајна река), прва Гренвилова књига која као своју тему узима колонијалну прошлост Аустралије и односе са аутохтоним народом Аустралије. Тајна река је инспирисана причом о Гренвиловом пра-пра-пра-деди, осуђенику који је из Лондона послат у Аустралију 1806. Ова књига је освојила награду Комонвелта,  награду Кристина Стед и награду за односе са заједницом премијера Новог Јужног Велса, а ушла је у ужи избор за награду Букер.
Searching for The Secret River (Трагање за тајном реком) (2006) су мемоари о истраживању и писању романа, који прати пут ауторове све веће свести о томе како колонијална прошлост Аустралије утиче на њену садашњост.
The Lieutenant (Поручник) (2008) је смештен тридесет година раније од Тајне реке. Заснован на историјским свескама поручника Вилијама Давеса, прича о пријатељству између војника Прве флоте и младе девојке Гадигал. Ова два романа заједно истражују нешто од сложености односа црно-белих у прошлости Аустралије.
Sarah Thornhill (Сара Торнхил) (2011) је наставак Тајне реке и преузима причу о најмлађој ћерки Вилијама Торнхила. Може се читати као самосталан роман, без позивања на Тајну реку.
Гренвил је 2015. објавила One Life: My Mother's Story (Један живот: прича моје мајке) у којој користи фрагменте мемоара које је њена мајка оставила да конструише причу о жени чији је живот - на неки начин типичан за њено време, на други начин изванредан - трајао кроз један век метежа и драматичних промена.
Гренвил је такође написала или била коаутор неколико књига о процесу писања које се широко користе у радионицама креативног писања и у школама и на универзитетима: The Writing Book (Књига за писање), Writing from Start to Finish (Писање од почетка до краја), и Making Stories (Прављење прича) (у коауторству са Sue Woolfe).
Године 2017. објавила је књигу о политици и утицају вештачких мириса на здравље, The Case Against Fragrance (Случај против мириса).
Њена најновија књига (објављена у јулу 2020.) је роман који је инспирисан животом Елизабет Макартур, насељенице у раној Аустралији: A Room Made of Leaves (Соба направљена од лишћа).
Гренвил је добила стипендије Међународног удружења универзитетских жена и Одбора за књижевну уметност Аустралијског савета.  Њени романи су објављени у Великој Британији и САД, као иу Аустралији и преведени су на многе језике, укључујући немачки, шведски, француски, хебрејски и кинески. Два су снимљена у играним филмовима. Тајна река је направљена у ТВ мини-серију и адаптирана (од стране Ендруа Бовела) као представа која је била распродата на фестивалима у Аделаиди и Единбургу.

## Стил и тематика
Гренвилова рана фикција представљала је ликове који покушавају да се ослободе друштвених и родних стереотипа. Bearded Ladies:Stories (Брадате даме: приче) је збирка кратких прича о женама које покушавају да се ослободе родних стереотипа свог друштва.
Lilian's Story (Лилијанина прича), смештена на почетак 20. века, узима за своју тему жену која одбацује своје порекло из средње класе и конвенционалну будућност која се од ње очекује, и уместо тога бира да живи као улична особа, зарађујући за живот нудећи рецитације од Вилијама Шекспира. На крају свог живота она радосно изјављује: "Вози даље, Џорџ. Спремна сам за све што следи."
Joan Makes History (Џоан ствара историју) је сатирично поновно писање историје Аустралије, стављајући у први план жене, а не мушкарце. Џоан је лик Еверивоман који у различитим обличјима живи кроз све иконске тренутке прошлости Аустралије. Она „прави историју“ и тако што једноставно живи свој живот, и тако што (пре)прави историју тако што је пише.
Dreamhouse (Кућа из снова) је црна комедија о браку на стенама. Истражује теме како се мушкарци и жене ослобађају стереотипа како би прихватили своје право ја. Оба партнера у браку привлачи сопствени пол: жена је спремна да то призна и поступи у складу са тим док муж одбија.
The Idea of Perfection (Идеја савршенства) говори о људима које прогања немогућ идеал савршенства. Два главна лика су и средовечни и нерасположени, и сматрају да су недовољно мани. Путовање које они крећу јесте да препознају да бити „несавршен“ значи једноставно бити човек и да носи сопствену моћ. Као што епиграф из Леонарда да Винчија тврди: "Лук су две слабости које заједно чине снагу".
The Secret River (Тајна реке) смештена је у Аустралију раног 19. века и заснована је на причи о једном од Гренвилових осуђеника, Соломону Вајсману, лондонском чамџији који је приведен због крађе.  Она ту причу схвата као средство за истраживање шире теме: мрачног наслеђа колонијализма, посебно његовог утицаја на аустралске Абориџине. Наслов потиче од антрополога ВЕХ Станнера, који је писао о "тајној реци крви која тече кроз историју Аустралије": прича о односу беле Аустралије са Абориџинима.
Гренвил је написала мемоаре о истраживању и писању The Secret River (Тајне реке) под насловом Searching for the Secret River (У потрази за тајном реком).
The Lieutenant (Поручник) је прича о једном од најранијих тренутака односа црно-белих у Аустралији, у време првог насељавања 1788. Заснован на историјском извору – свескама на језику Гадигал поручника Вилијама Давеса – роман прича причу о јединственом пријатељству. Учећи језик Гадигал од младе девојке, Давес је записивао од речи до речи делове њихових разговора. Гренвил је користио ове фрагменте као основу за роман који истражује како је могуће да двоје људи допре до понора језика и културе који их раздвајају и дођу до односа међусобне топлине и поштовања. Она је то описала као "слика у огледалу" Тајне реке.
Sarah Thornhill (Сара Торнхил) је наставак The Secret River (Тајне реке). Прича причу о једном од деце главног јунака у ранијој књизи. Сара Торнхил одраста не знајући ништа о мрачној тајни у прошлости своје породице, а када мора да се суочи са њом, смер њеног живота и њеног размишљања се мењају. То је прича о тајнама и лажима, и како се носити са мрачним наслеђем из прошлости. Гренвил је рекла да је радња радње смештена у 19. век, али да је исто толико о ружним тајнама у историји Аустралије које је наследила њена генерација.
Ове три књиге чине лабаву трилогију – „Колонијална трилогија“ – о прве три генерације белих насеља у Аустралији и шта та заједничка историја црно-белих значи за савремене Аустралијанце. Теме ове три књиге сежу изван Аустралије: све се читају у другим земљама у којима је колонијализам оставио проблематично наслеђе.
A Room Made of Leaves (Соба направљена од лишћа) враћа се овој теми и може се посматрати као четврти роман у овој серији. Као полазну тачку узима живот Елизабетх Макартур, супруге раног вуненог барона Џона Макартура. Прича причу о тој изузетној жени, али њена основна тема је начин на који лажне приче могу заменити истину.
Гренвил често врши опсежна истраживања за своје романе, често користећи историјске или друге изворе као полазну тачку за рад маште. За своје књиге каже да су „понекад инспирисане историјским догађајима, али су маштовите конструкције, а не покушај писања историје“. 
Неколико година након што јој је мајка умрла, Гренвил је саставила књигу о њој, засновану на мемоарима и снимцима које је њена мајка оставила. Резултат је One Life: My Mother's Story (Један живот: прича моје мајке), књига о жени рођеној 1912. која је јахала таласе бурних промена које су се десиле током њеног живота.
Гренвилова најновија документарна књига говори о здравственим проблемима које могу изазвати синтетички мириси који су свуда око нас: The Case Against Fragrance (Случај против мириса). У овој књизи она говори о потешкоћама које је лично искусила због мириса у окружењу и говори о најновијим налазима истраживања др Ане Стеинеманн и других. 

## Награде и номинације
- Члан Аустралијске академије хуманистичких наука (ФАХА) 2008. [22]
- Почасни доктор књижевности Универзитета Новог Јужног Велса [23] 2010.
- Почасни доктор књижевности Универзитета у Сиднеју. [23] 2012. године
- Почасни доктор књижевности са Универзитета Маквори 2013. [24]
- Диксонова медаља коју је доделио Савет библиотеке Новог Јужног Велса 2014. [25]
- Награда Савета Аустралије за животно дело у књижевности 2017.
- Официр Ордена Аустралије 2018. [15]

### Награде
- 1984 – Аустралијска/Вогелова књижевна награда за Lilian's Story (Лилијанину причу)
- 1995 – Награда Викторијанске премијерке Венс Палмер за фикцију за Dark Places (Мрачна места) [26]
- 2001 – Женска награда за белетристику за The Idea of Perfection (Идеју савршенства)
- 2006 – Награда писаца Комонвелта за The Secret River (Тајну реку)
- 2006 – Књижевне награде премијера Новог Јужног Велса, награда Кристина Стед за фикцију за The Secret River (Тајну реку)
- 2006 – Књижевне награде премијера Новог Јужног Велса, награда Комисије за односе са заједницом за The Secret River (Тајну реку)
- 2021 – Књижевне награде премијера Новог Јужног Велса, награда Кристина Стед за фикцију за A Room Made of Leaves (Собу направљену од лишћа) [27][28]

### Ужи избор
- 2006 – The Secret River (Тајна река) – Награда Мајлс Френклин и Награда Букер
- 2021 – A Room Made of Leaves (Соба направљена од лишћа) – Награда Валтера Скота [29]
- 2021 – Australian Book Industry Awards књижевна фантастика године за A Room Made of Leaves (Соба направљена од лишћа) [30]

### Новеле
- Lilian's Story (Лилијанина прича) (1985).
- Dreamhouse (Кућа из снова) (1986).
- Joan Makes History: A Novel  (Џоан ствара историју: роман) (1988).
- Dark Places (Мрачна места) (1994), (алтернативни наслов: Albion's Story)
- The Idea of Perfection  (Идеја савршенства) (1999).
- The Secret River (Тајна река) 2005.
- The Lieutenant (Поручник) (2008).
- Sarah Thornhill (Сара Торнхил), наставак The Secret River (Тајна река), (2011).
- A Room Made of Leaves (Соба направљена од лишћа) (2020).[31]

### Кратка фикција
Збирке
- Bearded Ladies:Stories (Брадате даме: Приче) (1984)

Приче 
- Mate (Пријатељ), (2000), у Granta. 70  293–304.

### Документарна литература
- The Writing Book: A Manual for Fiction Writers (Књига за писање: Приручник за писце фантастике) (1990).
- Making Stories: How Ten Australian Novels Were Written (Прављење прича: Како је написано десет аустралијских романа) (1993), са Вулфом, Сју
- Writing from Start to Finish: a Six-Step Guide (Писање од почетка до краја: водич у шест корака) (2001).
- Searching for the Secret River (У потрази за тајном реком) (2006).
- One Life: My Mother's Story (Један живот: прича моје мајке) (2015).
- The Case Against Fragrance (Случај против мириса) (2017).
- Restless Dolly Maunder (Немирна Доли Маундер) (2023).